# 陽のあたる坂道 (ゴスペラーズの曲)
『陽のあたる坂道』（ひのあたるさかみち）は、日本の男性ヴォーカルグループ、ゴスペラーズ（The Gospellers）の28枚目のシングル。2006年10月18日に発売された。

## 解説
『Platinum Kiss』と同時発売の限定生産シングルCDであり、表題曲「陽のあたる坂道」はトヨタ自動車『アイシス』CMソングと、フジテレビ系『ウチくる!?』のエンディングテーマに使用されていた。2007年1月1日に、両A面シングル『Platinum Kiss/陽のあたる坂道』して正規発売された。カップリングには、ボーナストラックとして新作アルバムのダイジェストを収録している。

## 収録曲
1. 陽のあたる坂道 [4:23]
作詞：安岡優／作曲：黒沢薫／編曲：野崎良太
トヨタ自動車『アイシス』CMソング[1]
フジテレビ系『ウチくる!?』エンディングテーマ[1]
2. New Album "Be as One" Preview〜Let it go〜 [Bonus Track] [1:31]